# Prato Sport Club 1926-1927
Questa pagina raccoglie i dati riguardanti il Prato Sport Club nelle competizioni ufficiali della stagione 1926-1927.

## Rosa
| N. |                   | Ruolo | Calciatore      |
| -- | ----------------- | ----- | --------------- |
|    | Italia (bandiera) | D     | Enrico Bertini  |
|    | Italia (bandiera) | D     | Dino Canestri   |
|    | Italia (bandiera) | C     | Pierino Cappa   |
|    | Italia (bandiera) | D     | Nello Corti     |
|    | Italia (bandiera) | A     | Alberto Cuttin  |
|    | Italia (bandiera) | A     | Augusto Ferrais |
|    | Italia (bandiera) | A     | Mario Gelada    |
|    | Italia (bandiera) | P     | Wisman Gori     |

| N. |                    | Ruolo | Calciatore            |
| -- | ------------------ | ----- | --------------------- |
|    | Italia (bandiera)  | A     | Giovanni Mazzoni      |
|    | Italia (bandiera)  | A     | Corinto Miliotti (I)  |
|    | Italia (bandiera)  | A     | Selvaggio Morelli     |
|    | Italia (bandiera)  | C     | Mario Paoli           |
|    | Austria (bandiera) | A     | Maximilian Schiffmann |
|    | Italia (bandiera)  | D     | Vascellari            |
|    | Italia (bandiera)  | D     | Viali                 |